# Tin Ujević
Augustin Josip "Tin" Ujević (født 5. juli 1891 i Vrgorac, Kongeriget Dalmatien, død 12. november 1955 i Zagreb) var en kroatisk digter, der af mange betragtes som den største digter i kroatisk litteratur fra det 20. århundrede.
Da han var ung, han havde til hensigt at dedikere sit liv til politik, men efter at have deltaget i forskellige aktiviteter relateret til jugoslaviske nationalisme mellem 1912 og 1918, mistede han interessen for politik og begyndte et boheme-liv.

## Værker
- Lelek sebra (1920)
- Kolajna  (1926)
- Skalpel kaosa (1938)
- Žedan kamen na studencu (1954)
- Auto na korzu